# Nychiodes hispanica
Nychiodes hispanica är en fjärilsart som beskrevs av Eugen Wehrli 1929. Nychiodes hispanica ingår i släktet Nychiodes och familjen mätare. Inga underarter finns listade i Catalogue of Life.